# Messanges (Landes)
Messanges (Baskisch: Méssandyes) is een gemeente in het Franse departement Landes (regio Nouvelle-Aquitaine). De plaats maakt deel uit van het arrondissement Dax. Messanges telde op 1 januari 2022 1.038 inwoners.

## Geografie
De oppervlakte van Messanges bedroeg op 1 januari 2022 34 vierkante kilometer; de bevolkingsdichtheid was toen 30,5 inwoners per km².

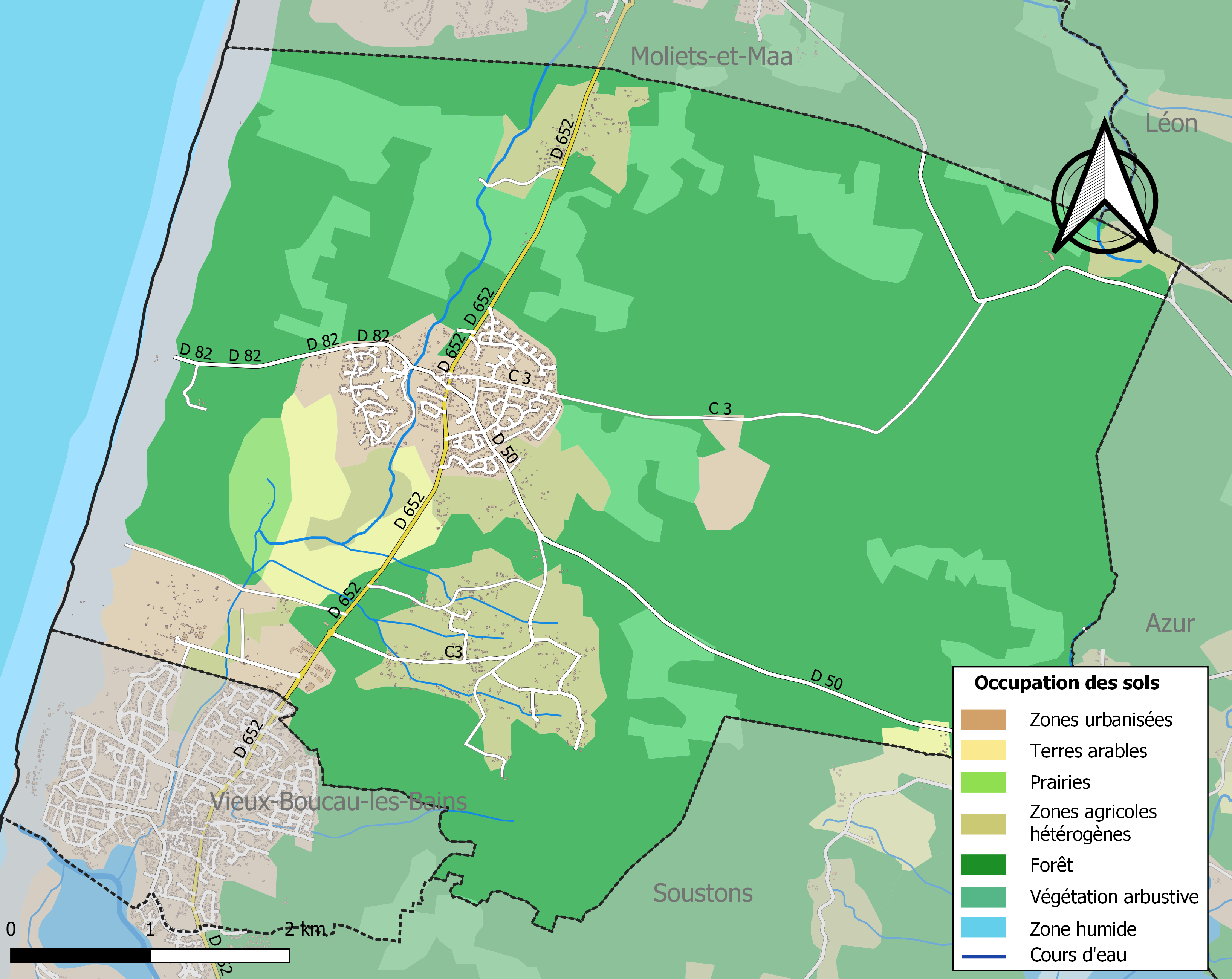
Kaart van de gemeente met de belangrijkste infrastructuur, bodemgebruik en omliggende gemeenten

## Demografie
Onderstaande figuur toont het verloop van het inwonertal (bron: INSEE-tellingen).

## Afbeeldingen

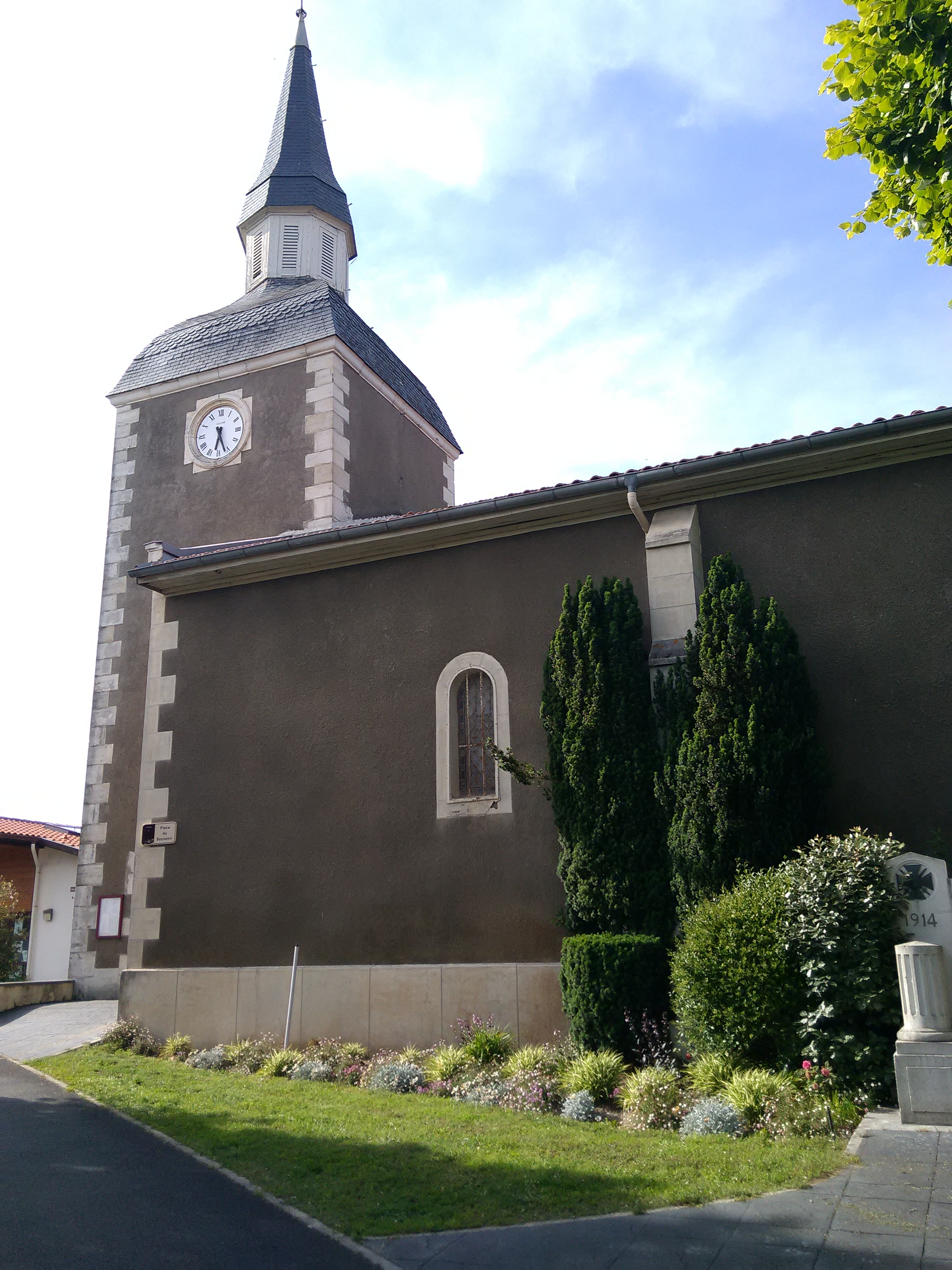
De kerk
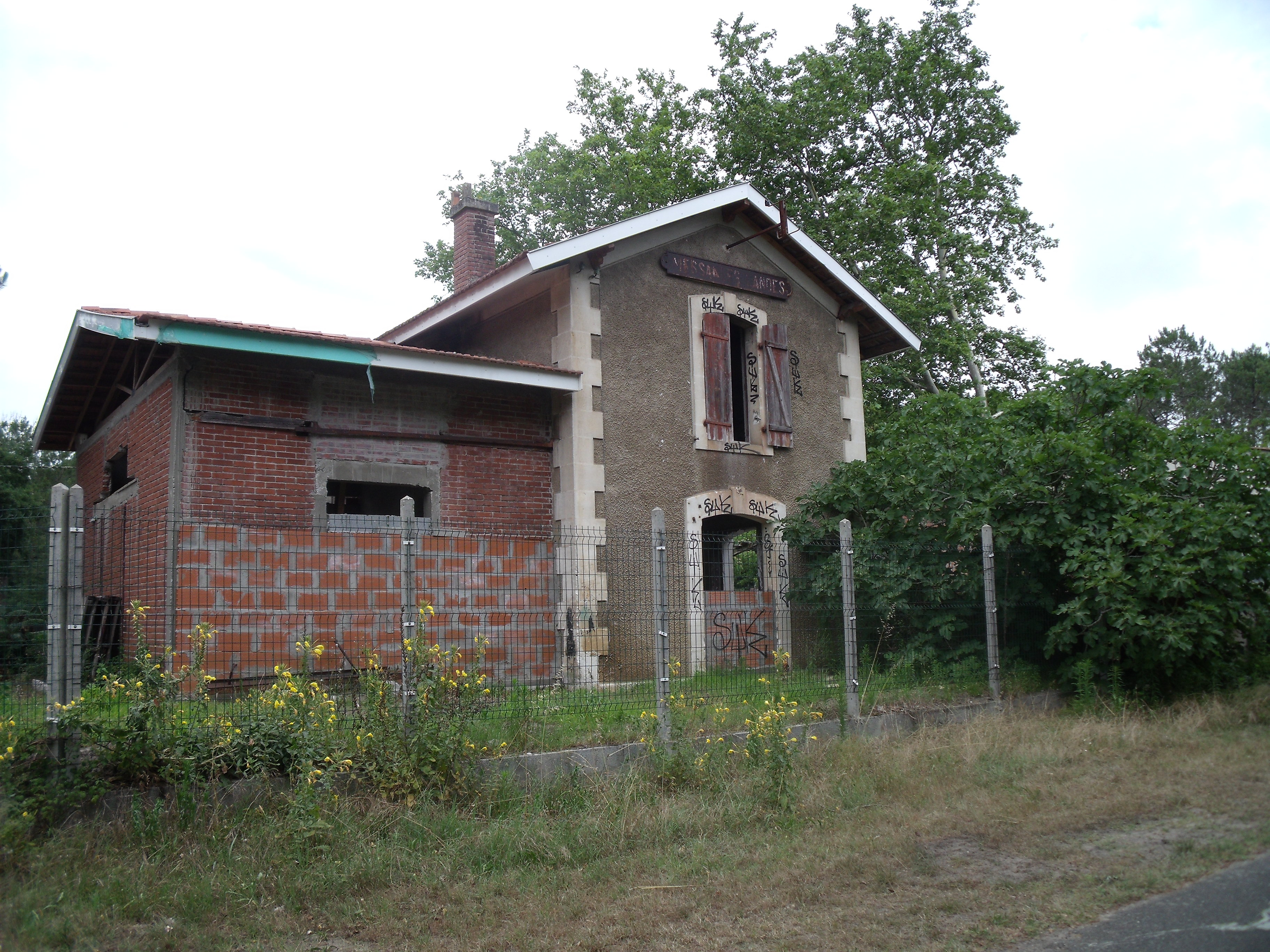
Het voormalige treinstation
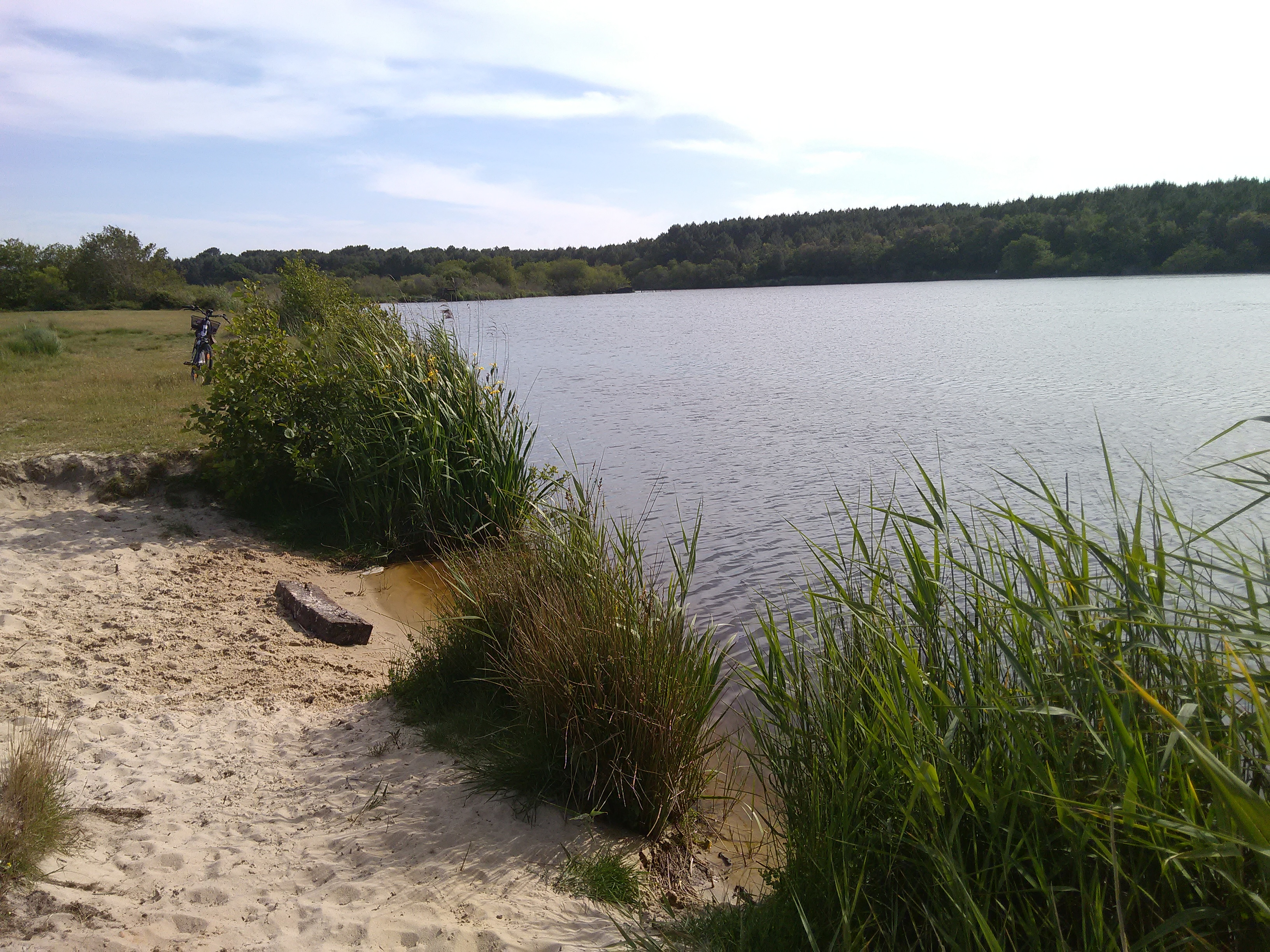
Étang de Moïsan